# Ida Hegazi Høyer

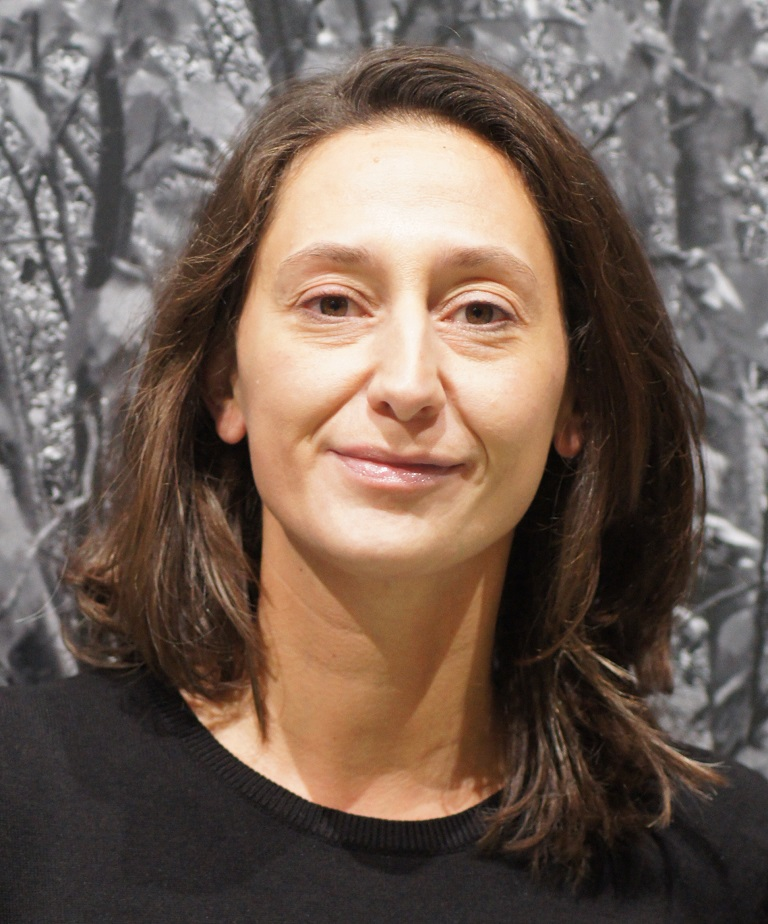
Ida Hegazi Høyer (2019)

Ida Jasmine Hegazi Høyer (* 2. Juni 1981) ist eine norwegische Schriftstellerin.
Høyer debütierte 2012 mit dem Roman Under verden. Jeweils im Jahresabstand folgten Ut und Unnskyld. Die drei Bücher werden oft als U-Trilogie bezeichnet. Für Unnskyld erhielt Høyer 2015 den Literaturpreis der Europäischen Union und wurde für den Preis der norwegischen Buchblogger nominiert. Fortellingen om øde (wörtlich etwa: Erzählung von der Abgeschiedenheit; deutscher Titel: Das schwarze Paradies) wurde 2015 für den Romanpreis der P2-Zuhörer (Shortlist) nominiert, nachdem 2012 bereits Under verden auf die Longlist gekommen war. Fortellingen om øde hat die „Galápagos-Affäre“ von 1934 zum Thema.
Die Zeitung Morgenbladet führte Ida Hegazi Høyer 2015 unter den zehn besten Autoren unter 35 Jahren auf. Im Jahr davor erhielt sie das Bjørnson-Stipendium der norwegischen Buchhändler.

## Werke
Meist Romane, erschienen im Tiden-Verlag.
- Under verden. 2012.
- Ut. 2013.
- Unnskyld. 2014.
- Fortellingen om øde. 2015. – Das schwarze Paradies. (Übersetzt von Alexander Sitzmann) Residenz, Salzburg/Wien 2017. ISBN 978-3-7017-1686-9.
- Historier om trøst. 2017. – Trost. (Übersetzt von Alexander Sitzmann) Residenz, Salzburg/Wien 2019. ISBN 978-3-7017-1707-1.
- Ene | skissen. 2018.
- Ene | barnet. 2019.
- Kim Friele. Biographie, Kinderbuch. Gyldendal, 2019.